# Евдокимов, Александр Яковлевич
Алекса́ндр Я́ковлевич Евдоки́мов (15 [27] августа 1854 — 8 [21] мая 1917) — военный врач Русской императорской армии, действительный тайный советник, Главный военно-санитарный инспектор русской армии в 1906—1917 гг. Почетный лейб-медик Двора Его Императорского Величества, сенатор (1916).

## Биография
Родился 15 [27] августа 1854 года в семье мещан города Полтавы. По окончании Полтавской гимназии он поступил на медицинский факультет киевского Императорского университета Св. Владимира, который окончил в 1876 году.
Начал службу по военному ведомству во время русско-турецкой войны 1877—1878 гг. в Дунайской армии в качестве младшего ординатора 64 военно-временного госпиталя. С 1884 г. он был старшим врачом пехотного полка. В 1885—1887 гг. А. Я. Евдокимов прикомандировывался к Императорской Военно-медицинской академии «для научного усовершенствования», в 1887 г. успешно защитил диссертацию на тему «Опыт определения азотистого обмена у человека в количественном и качественном отношениях». По итогам защиты он был удостоен степени доктора медицины.
С 1895 г. служил старшим врачом Бобруйского лазарета, с 1899 г. возглавлял хозяйственный комитет завода военно-врачебных заготовлений. В том же году он был назначен областным врачебным инспектором Войска Донского, позднее служил окружным военно-медицинским инспектором Одесского военного округа.
Участвовал в русско-японской войне 1904—1905 гг. В конце 1904 года занял должность полевого военно-медицинского инспектора 3-й Маньчжурской армий. Автор записок о русско-японской войне В. П. Кравков, служивший дивизионным врачом 35-й пехотной дивизии, в дневниковой записи от 14 (27) января 1905 г. оставил о нём следующее свидетельство:

Под орудийный гром состоялось совещание врачей, составленное начальником военно-санитарной части 3-й армии генералом Четыркиным в одном из госпитальных шатров; в совещании участвовал и недавно прибывший полевой медицинский инспектор нашей армии Евдокимов, который произвел на меня хорошее впечатление своим спокойным и независимым видом, а также — разумностью в суждениях.— РГБ, НИОР. Ф. 140. — Оп. 2. — К. 3. — Л. 4
В 1906 году был назначен помощником начальника Главного военно-медицинского управления и в том же году занял пост Главного военно-медицинского инспектора (с 1909 г. — Главного военно-санитарного инспектора). Поселился в Санкт-Петербурге и жил до своей смерти на Садовой улице, дом 8. О его назначении военный министр генерал А. Ф. Редигер писал:

…Евдокимов был всего лишь в чине действительного статского советника и всего несколько месяцев перед тем занял должность помощника Сперанского; но он уже занимал, во время войны, должность военно-медицинского инспектора в одной из армий и производил на меня отличное впечатление, поэтому я решил предложить ему должность главного военно-медицинского инспектора. В субботу, 20 мая <1906 г.>, Сперанский прислал его ко мне вместо себя с докладом, и я воспользовался случаем, чтобы предложить ему должность. Он согласился и при следующем моем личном докладе государю, 23 мая <1906 г.>, увольнение Сперанского и назначение Евдокимова были утверждены.

В выборе Евдокимова я не ошибся: умный, чрезвычайно сведущий и опытный, прямой и твердый, он отлично знал требования военной службы и сам был настоящим «военным врачом». Я ему говорил, что пойди он по строевой службе, то был бы отличным полковым командиром и генералом. Военно-медицинское ведомство настоятельно нуждалось именно в таком начальнике: личный состав его уже сильно обветшал; застой в движении по службе в связи с малым содержанием и постоянными, разорительными командировками молодых врачей делали военно-медицинскую службу малопривлекательной, поэтому некомплект врачей был громадный; самая организация военно-врачебного дела требовала улучшения в смысле представления врачам большей самостоятельности, для чего, однако, надо было дать врачам большую военную подготовку, сделав их действительно «военными врачами». Для проведения этих реформ и вообще для приведения всей военно-врачебной части в порядок нужен был такой энергичный и знающий инспектор, сам вполне военный, как Евдокимов.— Редигер А. Ф. История моей жизни: Воспоминания военного министра. — М.: Канон-пресс: Кучково поле, 1999. — Т. 2. — С. 69-70.
Под руководством А. Я. Евдокимова «был проведен ряд серьёзных преобразований в системе управления военной медициной: в состав Главного военно-медицинского управления был введен организационный отдел, функции Главного военно-санитарного комитета (при Военном совете) передаются Главному военно-санитарному управлению (попытка объединить управление санитарным и госпитальным делом), из штата управления исключается ветеринарный отдел, который преобразуется в самостоятельное ветеринарное управление, — все эти и другие меры способствовали централизации управления военно-медицинским делом. Но многоведомственность в системе управления по-прежнему сохранялась».
Генерал А. С. Лукомский, ведавший вопросами мобилизации Русской императорской армии, дал следующую характеристику А. Я. Евдокимову:

Во главе Главного военно-санитарного управления стоял доктор Евдокимов — человек властный и знающий. Направлял дело он умело и твердо. Официально его обвиняли лишь в бюрократизме, но в действительности вся докторская среда не любила его строгое консервативное и правое направление. Это отношение к нему либеральной докторской среды нашло отражение в отношении к нему со стороны Думы. Там его очень и очень не любили.— Лукомский С. А. Очерки моей жизни // Вопросы истории. — 2011. — № 8. — С. 101—102.
«Не любили» Евдокимова не только в Думе, но и, например, в Военно-медицинской академии, в том числе за принятие в 1912 г. нового «Положения» о военизации этого учебного заведения, ограничивавшего права Конференции академии.
Впоследствии, уже с некоторой исторической дистанции, видный представитель «медицинской общественности» — профессор В. А. Оппель характеризовал его как «человека чрезвычайно умного». Вспоминая беседу в кабинете начальника Главного военно-санитарного управления в ноябре 1916 г., Оппель пишет: «Зашел разговор о политическом положении в России, о возможности революции в будущем. „Что вы мне говорите, — заметил Евдокимов, — о возможности революции в будущем, когда революция уже идет полным ходом…“ Я был озадачен. А Евдокимов ссылался на факты… Я вернулся домой, пораженный заключением Евдокимова о том, что революция идет. А он был прав».
В декабре 1916 году тайный советник А. Я. Евдокимов стал сенатором. «…Никто из его предшественников по должности (даже Я. Виллие) столь высокого знака монаршего благоволения не удостаивался. Возможно, это была своего рода компенсация за острую критику со стороны думских ораторов крайнего толка, которую Евдокимову не раз приходилось выслушивать в предыдущие годы».
В марте 1917 года, вскоре после Февральской революции, тяжело больной А. Я. Евдокимов был уволен от службы «с мундиром и пенсиею» приказом военного министра Временного Правительства А. И. Гучкова. Его преемником стал Н. Н. Бурденко.
А. Я. Евдокимов скончался в Петрограде 8 (21) мая 1917 год; похоронен на Смоленском кладбище.

## Награды

### Российская Империя
- Орден Св. Станислава 3-й степени
- Орден Св. Анны 3-й степени
- Орден Св. Станислава 2-й степени с мечами
- Орден Св. Анны 2-й степени
- Орден Св. Владимира 3-й степени
- Орден Св. Станислава 1-й степени с мечами
- Орден Св. Анны 1-й степени
- Орден Св. Владимира 2-й степени
- Орден Белого Орла

### Бухарский эмират
- Бухарский орден Золотой Звезды с алмазами

### Китай
- Орден Двойного Дракона II класса 2 степени